# Institute of Physics Edward Appleton Medal and Prize
Der Edward Appleton Medal and Prize wird vom Institute of Physics für herausragende Forschungen in den Bereichen Umweltwissenschaften, Geophysik oder Atmosphärenphysik verliehen. Der Preis war ursprünglich nach Charles Chree benannt, wurde aber 2008 zu Ehren von Edward Victor Appleton, der für dessen Nachweis der Ionosphäre den Nobelpreis gewonnen hatte, umbenannt.

## Geschichte
Der Preis wurde 1941 von Chrees Schwester Jessie nach dessen Tod gestiftet und ursprünglich alle zwei Jahre verliehen.,
er ging 1941 erstmals an Sydney Chapman. Seit 2001 fand eine jährliche Vergabe statt. Nach der Umbenennung im Jahre 2008 wurde er bis 2016 in geraden Jahren vergeben, und anschließend nach Anlass.
Das mit der Verleihung verbundene Preisgeld ist seit der Einführung gestiegen, 1985 betrug es 150 £, 1987 lag es bei 300 £ und der gegenwärtige Betrag beläuft sich auf 1000 £.

## Preisträger
Von 1941 bis 2007 wurde die Chree Medal 37 mal verliehen (an 41 Personen: zweimal gab es zwei, einmal drei Preisträger) und seit 2008 (Stand 2025) neun Mal die Appleton Medal.

### Preisträger (Chree Medal and Prize)
- 1941 Sydney Chapman[2]
- 1943 Basil Ferdinand Jamieson Schonland
- 1945 John Adam Fleming
- 1947 Edward V Appleton[9]
- 1949 Gordon Dobson
- 1951 George Clarke Simpson
- 1953 Julius Bartels[10]
- 1955 David Forbes Martyn
- 1957 Edward C. Bullard
- 1959 Reginald Cockcroft Sutcliffe
- 1961 Scott E. Forbush[11]
- 1963 Maurice Neville Hill
- 1965 John Mason
- 1967 John H. Chapman
- 1969 Keith Runcorn
- 1971 Desmond King-Hele
- 1973 David Bates
- 1975 Raymond Hide
- 1977 Drummond Hoyle Matthews und Frederick Vine
- 1979 John Houghton
- 1981 Keith Anthony Browning
- 1983 Granville Beynon[12]
- 1985 Adrian Edmund Gill
- 1987 Brian Hoskins
- 1989 John Nye
- 1991 Lance Thomas
- 1993 Alan Hugh Cook
- 1995 Tudor Bowden Jones
- 1997 Michael Coey
- 1999 John Edward Harries[13] und Ronald Woodman
- 2001 Joseph Charles Farman, Brian Gerard Gardiner und Jon Shanklin
- 2002 Peter Thomas Woods[14]
- 2003 Michael Lockwood
- 2004 Joanna Haigh
- 2005 Barbara Maher[15][16]
- 2006 David Gubbins[17]
- 2007 Michele Dougherty[18]

### Preisträger (Appleton Medal and Prize)
- 2008 Ann Wintle
- 2010 Myles R. Allen[19]
- 2012 Colin O’Dowd
- 2014 David Marshall[20]
- 2016 Giles Harrison[21]
- 2019 Cathryn Mitchell[22][23]
- 2020 Adam Scaife
- 2021 Philip Stier
- 2024 Nicolas Bellouin